# Commenailles
Commenailles és un municipi francès situat al departament del Jura i a la regió de Borgonya - Franc Comtat. L'any 2007 tenia 746 habitants.

## Demografia

### Població
El 2007 la població de fet de Commenailles era de 746 persones. Hi havia 312 famílies de les quals 96 eren unipersonals (44 homes vivint sols i 52 dones vivint soles), 104 parelles sense fills, 88 parelles amb fills i 24 famílies monoparentals amb fills.
La població ha evolucionat segons el següent gràfic:
Habitants censats

### Habitatges
El 2007 hi havia 385 habitatges, 325 eren l'habitatge principal de la família, 45 eren segones residències i 15 estaven desocupats. 363 eren cases i 17 eren apartaments. Dels 325 habitatges principals, 249 estaven ocupats pels seus propietaris, 71 estaven llogats i ocupats pels llogaters i 5 estaven cedits a títol gratuït; 1 tenia una cambra, 12 en tenien dues, 49 en tenien tres, 97 en tenien quatre i 166 en tenien cinc o més. 264 habitatges disposaven pel capbaix d'una plaça de pàrquing. A 147 habitatges hi havia un automòbil i a 146 n'hi havia dos o més.

### Piràmide de població
La piràmide de població per edats i sexe el 2009 era:
| Homes | Edats   | Dones |
| ----- | ------- | ----- |
| 0     | 95 o +  | 1     |
| 0     | 90 a 94 | 4     |
| 10    | 85 a 89 | 10    |
| 3     | 80 a 84 | 8     |
| 10    | 75 a 79 | 24    |
| 25    | 70 a 74 | 17    |
| 18    | 65 a 69 | 22    |
| 20    | 60 a 64 | 13    |
| 19    | 55 a 59 | 28    |
| 7     | 50 a 54 | 4     |
| 27    | 45 a 49 | 19    |
| 27    | 40 a 44 | 24    |
| 28    | 35 a 39 | 12    |
| 34    | 30 a 34 | 35    |
| 28    | 25 a 29 | 23    |
| 19    | 20 a 24 | 19    |
| 21    | 15 a 19 | 10    |
| 16    | 10 a 14 | 22    |
| 20    | 5 a 9   | 18    |
| 23    | 0 a 4   | 27    |

## Economia
El 2007 la població en edat de treballar era de 458 persones, 351 eren actives i 107 eren inactives. De les 351 persones actives 317 estaven ocupades (174 homes i 143 dones) i 34 estaven aturades (13 homes i 21 dones). De les 107 persones inactives 42 estaven jubilades, 32 estaven estudiant i 33 estaven classificades com a «altres inactius».

### Ingressos
El 2009 a Commenailles hi havia 341 unitats fiscals que integraven 792 persones, la mediana anual d'ingressos fiscals per persona era de 16.048 €.

### Activitats econòmiques
Dels 32 establiments que hi havia el 2007, 1 era d'una empresa alimentària, 3 d'empreses de fabricació d'altres productes industrials, 8 d'empreses de construcció, 4 d'empreses de comerç i reparació d'automòbils, 2 d'empreses d'hostatgeria i restauració, 1 d'una empresa financera, 6 d'empreses de serveis, 5 d'entitats de l'administració pública i 2 d'empreses classificades com a «altres activitats de serveis».
Dels 9 establiments de servei als particulars que hi havia el 2009, 1 era un taller de reparació d'automòbils i de material agrícola, 2 establiments de lloguer de cotxes, 1 paleta, 2 fusteries, 1 lampisteria i 2 perruqueries.
Dels 3 establiments comercials que hi havia el 2009, 1 era una botiga de menys de 120 m², 1 una fleca i 1 una llibreria.
L'any 2000 a Commenailles hi havia 27 explotacions agrícoles que ocupaven un total de 512 hectàrees.

## Equipaments sanitaris i escolars
El 2009 hi havia 1 escola maternal i 1 escola elemental.

## Poblacions més properes
El següent diagrama mostra les poblacions més properes.